# Zdenko Filípek
Zdenko Filípek (* 24. dubna 1995, Bratislava) je slovenský fotbalový obránce, od roku 2015 působící v FC Rohožník.

## Klubová kariéra
Fotbalovou kariéru začal v FK Senica, kde prošel mládežníckými kategoriemi a v lednu 2014 přešel do A-mužstva. V nejvyšší slovenské soutěži debutoval v ligovém zápase 8. března 2014 proti FK Dukla Banská Bystrica (prohra Senice 1:3). Na hrací plochu se dostal v 79. minutě, kde vystřídal Vitora Gavu. V zimním přestupovém období ročníku 2014/15 zamířil z FK Senica na hostování do TJ OFC Gabčíkovo. V klubu strávil půl roku. V létě 2015 odešel z FK Senica na roční hostování do klubu FC Rohožník, kde odehrál v lize 27 zápasů a vstřelil 3 góly. V létě 2016 přestoupil z FK Senica do FC Rohožník.

## Klubové statistiky

### FK Senica
| Sezóna  | Klub      | Země      | Soutěž       | Zápasy | Minuty | Góly | Žluté karty | Červené karty |
| ------- | --------- | --------- | ------------ | ------ | ------ | ---- | ----------- | ------------- |
| 2013/14 | FK Senica | Slovensko | Corgoň liga  | 3      | 191    | 0    | 0           | 0             |
| 2014/15 | FK Senica | Slovensko | Fortuna liga | 3      | 220    | 0    | 1           | 0             |
| 2014/15 | FK Senica | Slovensko | Slovnaft Cup | 3      | 270    | 0    | 0           | 0             |

### TJ OFC Gabčíkovo
| Sezóna  | Klub             | Země      | Soutěž   | Zápasy | Minuty | Góly | Žluté karty | Červené karty |
| ------- | ---------------- | --------- | -------- | ------ | ------ | ---- | ----------- | ------------- |
| 2014/15 | TJ OFC Gabčíkovo | Slovensko | III.liga | 12     | 978    | 1    | 0           | 0             |

### FC Rohožník
| Sezóna  | Klub        | Země      | Soutěž       | Zápasy | Minuty | Góly | Žluté karty | Červené karty |
| ------- | ----------- | --------- | ------------ | ------ | ------ | ---- | ----------- | ------------- |
| 2015/16 | FC Rohožník | Slovensko | III.liga     | 27     | 2328   | 3    | 4           | 0             |
| 2015/16 | FC Rohožník | Slovensko | Slovnaft Cup | 4      | 360    | 0    | 0           | 0             |
| 2016/17 | FC Rohožník | Slovensko | III.liga     | 4      | 360    | 3    | 3           | 0             |
| 2016/17 | FC Rohožník | Slovensko | Slovnaft Cup | 1      | 90     | 0    | 0           | 0             |